# Stygnus pectinipes
Stygnus pectinipes – gatunek kosarza z podrzędu Laniatores i rodziny Stygnidae.

## Występowanie
Gatunek występuje w północnej części Ameryki Południowej. Wykazany dotąd z Surinamu, Brazylii i Kolumbii.